# 理想集団
集団遺伝学における理想集団（理想集団、idealised population、ideal population）とは、いくつかの簡単な仮定が成立する理想的条件にある生物集団を意味する。
この概念の用途は、議論の前提となる一般的なモデルとして使うことや、厳密には理論上の仮定が成立しない、実際の集団から得られるデータに対してどのようなモデルが適合するか説明する際に使われる。
例えば、合祖理論では、データをモデルに当てはめる際に理想集団モデルが使われる。
集団遺伝学における最も一般的な理想集団は、シューアル・ライト とロナルド・フィッシャー から名をとったWright-Fisherモデルである。
Wright-Fisherモデルでは、集団サイズが一定であり、集団に属する個体は同じ世代の個体同士で交配をおこない繁殖し、次世代個体からなる集団を再構成する。
他の理想集団の例は、Moranモデルである。MoranモデルはWright-Fisherモデルとは異なり、集団中に異なる世代の個体が存在し、違う世代の個体同士でも交配することを想定したモデルである。

## 参考
1. ↑  . Nielsen, Rasmus, and Montgomery Slatkin. An Introduction to Population Genetics: Theory and Applications. Sunderland, MA: Sinauer Associates, 2013. Print.